# چوکک اوبا
چوکک اوبا (به لاتین: Çökəkoba، به آواری: Чукак) یک منطقه مسکونی در جمهوری آذربایجان است که در شهرستان زاقاتالا واقع شده است.